# Hans Gädda
Hans Gädda, född 25 oktober 1725 i Tossene, död 25 december 1779 i Rommele, var magister, kyrkoherde och prost i Rommele. Han var även magister i Rostock år 1748. Gädda prästvigdes år 1749. Sonsons sonsons son till Gude Axelsson Gedda.
Han gifte sig år 1753 med Gunilla Catharina Öhrwall i Harplinge och senare med Elisabeth Brag, dotter till kyrkoherden Wilhelm Brag och dennes andra hustru Else Margreta Lauterbach. Gädda och Brag gifte sig den 28 juli 1767.